# Lassiter (Film)
Lassiter (Alternativtitel: Tödliches Doppelspiel und Lassiter – Spion zwischen den Fronten) ist ein US-amerikanischer Heist-Movie von Roger Young mit Tom Selleck in der Hauptrolle. Selleck spielt einen Juwelendieb, der in London im Jahre 1939, kurz vor Kriegsausbruch, für das FBI Diamanten aus der deutschen Botschaft stehlen soll. Jane Seymour, Lauren Hutton, Bob Hoskins und Joe Regalbuto sind in weiteren Rollen zu sehen.

## Handlung
Der amerikanische Gentleman-Dieb Nick Lassiter lebt mit seiner Freundin Sara, einer Tänzerin, in London und verdient seinen Lebensunterhalt als Juwelendieb.
Im Juni 1939 wird er unter fadenscheinigen Gründen verhaftet und von der Londoner Polizei gezwungen, für das FBI Diamanten aus der deutschen Botschaft zu stehlen. Die Edelsteine im Wert von 10 Millionen Dollar sollen Aktivitäten des Naziregimes in Südamerika finanzieren. Wenn er die Diamanten FBI und Scotland Yard übergibt, soll er straffrei bleiben.
Das Vorhaben wird schnell lebensgefährlich, ein FBI-Spitzel in der Botschaft wird ermordet und auch auf FBI-Agent Breeze, Lassiters Kontaktmann, wird ein Anschlag verübt. Lassiter kann Breeze jedoch im letzten Moment retten. Nick und Sara wollen daraufhin England verlassen, werden jedoch von der Polizei aufgehalten. Inspector Becker zwingt Lassiter zum Diebstahl und hat auch nicht vor, ihn wieder laufen zu lassen – wenn er den Einbruch überhaupt überlebe. Doch auch Lassiter hat andere Pläne und sucht Kontakt zu einem Hehler.
Er macht sich an die deutsche Diplomatin Kari von Fürsten heran, die die besagten Diamanten nach Südamerika bringen soll, und schafft es auch in ihr Schlafzimmer in der Botschaft. In ihrem Safe findet sich jedoch nicht der erhoffte Diamantschatz.
Becker zwingt Lassiter zu einem erneuten Versuch. Gestapo-Mann Hofer hat Lassiter jedoch inzwischen ausfindig gemacht und dringt in seine Wohnung ein, es kommt zum Kampf mit Lassiter und Breeze, Breeze erschießt Hofer.
Trickreich und mit Hilfe des Autoschiebers Smoke schleicht sich Lassiter in die Botschaft ein, findet das Versteck und kann mit den Diamanten sowohl den deutschen Wachsoldaten als auch den englischen Polizisten entkommen. Er tauscht die Diamanten bei seinem Hehler gegen US-Dollar, wird jedoch von Becker festgenommen. Der hatte von Sara die Einzelheiten der Übergabe erfahren, nachdem Lassiter sie scheinbar hatte sitzen lassen.
Auf dem Weg zu Scotland Yard wird der Wagen Beckers allerdings von deutschen Agenten gestoppt, die Lassiter und das Geld mitnehmen.
Als sich Breeze von Sara verabschiedet, taucht Lassiter plötzlich mit dem vermeintlichen deutschen Botschafts-Wagen auf. Breeze wird klar, dass der Überfall nur fingiert war. Der sympathische Agent lässt Nick und Sara mit der Beute ziehen.

## Synchronisation
| Rolle                  | Schauspieler    | Synchronsprecher   |
| ---------------------- | --------------- | ------------------ |
| Nick Lassiter          | Tom Selleck     | Randolf Kronberg   |
| Sara Wells             | Jane Seymour    | Heidi Treutler     |
| FBI-Agent Peter Breeze | Joe Regalbuto   | Reinhard Glemnitz  |
| Inspector John Becker  | Bob Hoskins     | Horst Naumann      |
| Smoke                  | Ed Lauter       | Tommi Piper        |
| Eddie Lee              | Barrie Houghton | Alexander Allerson |
| Kari von Fürsten       | Lauren Hutton   | Viktoria Brams     |
| Max Hofer              | Warren Clarke   |                    |
| Sergeant Allyce        | Edward Peel     | Ekkehardt Belle    |
| Polizist               | Desmond Barrit  | Hartmut Neugebauer |

## Rezeption
Der zunächst unter dem deutschen Verleihtitel Gefährliches Doppelspiel ins Kino gekommene Film fand bei Kritik und Publikum nur wenig Anklang. Das amerikanische Branchenblatt Variety befand bereits am 31. Dezember 1983, Hutton sei mit ihrem deutschen Akzent und den üblen Gewohnheiten völlig unglaubwürdig, Seymour in der Rolle der Freundin, die im Wesentlichen darin bestehe, zuzusehen, wie Selleck herumrenne und versuche sich die Diamanten zu schnappen, gar verschwendet. Für das Lexikon des internationalen Films ist der Film „trotz einiger spektakulärer Szenen“ nur stellenweise amüsant und schauspielerisch wenig überzeugend.
TV Spielfilm zieht den Vergleich zur Serie Magnum, mit der Selleck berühmt geworden war, und sieht in Lassiter einen „Magnum als raffinierter Gauner mit Herz und Charme“. Sie verweist darauf, dass Regisseur Roger Young bereits den Pilotfilm zur Serie Magnum inszeniert hatte. Das und der englische Werbeslogan „The ‘Magnum’ Man Hits the Big Screen with a Vengeance!“ zeigen, das der Vergleich zur erfolgreichen Serie von den Produzenten auch gewollt war, aber offenbar nicht den erhofften Erfolg brachte.